# محمد صالح الحدري
محمد صالح الحديري (15 مايو 1944 -) هو سياسي تونسي، ومؤسس حزب العدل والتنمية التونسي. 

## حياته
ولد سنة ولد في 15 مايو 1944 بتونس، متخرّج من المعهد الأعلى للدراسات السياسية بباريس وتحصل على شهادة الكفاءة في البحث العلمي ودكتوراه المرحلة الثّالثة من باريس (1988)، ومن المدرسة الحربية العليا بباريس (1985)، ومن مدرسة القيادة والأركان بأمريكا (1980)، ومن مدرسة المدرّعات بأمريكا (1975) ومن مدرسة المشاة بفرنسا (1970) ومن المدرسة العسكرية للإدارة بفرنسا (1965)، أحيل إلى التقاعد الوجوبي لأسباب سياسية في أبريل 1987.

## مسيرته
- رئيساً في الإدارة العسكرية لمدة ستة أشهر،
- عمل أستاذاً في الأكاديمية العسكرية لمدة خمس سنوات.
- شارك في حرب أكتوبر عام 1973 كآمر سرية قيادة ضمن فوج مشاة الذي عمل للدفاع عن بور سعيد بمصر لمدة أربعة أشهر.[4]
- كما رأس التشريفات في ديوان وزير الدفاع ورئيس قاعة العمليات في وزارة الداخلية لمدة سنتين.
- رئيس قسم العمليات بأركان اللواء الأول ومستشار الشؤون العسكرية لدى الوزير الأول.

- عمل محللاً بمعهد الدراسات السياسية بباريس لمدة سنتين، واشتغل بالفلاحة (زراعات كبرى) منذ ذلك الحين وإلى الآن.

## جوائز
- حصل على المديالية العسركة التونسية ونوط الشجاعة العسكرية من مصر.
- ميدالية الشرف من وزارة الداخلية التونسية.=